# Grande Prêmio da África do Sul de 1962
Resultados do Grande Prêmio da África do Sul de Fórmula 1 realizado em East London em 29 de dezembro de 1962. Nona e última etapa da temporada, a prova foi vencida pelo britânico Graham Hill, cujo feito garantiu-lhe o título mundial de pilotos e deu à sua equipe, a BRM, o mundial de construtores.

## Classificação da prova
| Pos. | Nº | Piloto                  | Construtor        | Voltas | Tempo/Diferença        | Grid | Pontos     |
| ---- | -- | ----------------------- | ----------------- | ------ | ---------------------- | ---- | ---------- |
| 1    | 3  | Graham Hill             | BRM               | 82     | 2:08:03.3              | 2    | 9          |
| 2    | 8  | Bruce McLaren           | Cooper-Climax     | 82     | + 49.8                 | 8    | 6          |
| 3    | 9  | Tony Maggs              | Cooper-Climax     | 82     | + 50.3                 | 6    | 4          |
| 4    | 10 | Jack Brabham            | Brabham-Climax    | 82     | + 53.8                 | 3    | 3          |
| 5    | 11 | Innes Ireland           | Lotus-Climax      | 81     | + 1 volta              | 4    | 2          |
| 6    | 20 | Neville Lederle         | Lotus-Climax      | 78     | + 4 voltas             | 10   | 1          |
| 7    | 4  | Richie Ginther          | BRM               | 78     | + 4 voltas             | 7    |            |
| 8    | 18 | John Love               | Cooper-Climax     | 78     | + 4 voltas             | 12   |            |
| 9    | 5  | Bruce Johnstone         | BRM               | 76     | + 6 voltas             | 17   |            |
| 10   | 14 | Ernie Pieterse          | Lotus-Climax      | 71     | + 11 voltas            | 13   |            |
| 11   | 15 | Carel Godin de Beaufort | Porsche           | 70     | Sistema de combustível | 16   |            |
| Ret  | 1  | Jim Clark               | Lotus-Climax      | 62     | Vazamento de óleo      | 14   |            |
| Ret  | 21 | Doug Serrurier          | LDS-Alfa Romeo    | 62     | Radiador               | 1    |            |
| Ret  | 7  | Roy Salvadori           | Lola-Climax       | 56     | Pane seca              | 11   |            |
| Ret  | 22 | Mike Harris             | Cooper-Alfa Romeo | 31     | Rolamento de roda      | 15   |            |
| Ret  | 6  | John Surtees            | Lola-Climax       | 26     | Motor                  | 5    |            |
| Ret  | 2  | Trevor Taylor           | Lotus-Climax      | 11     | Câmbio                 | 9    |            |
| WD   | 12 | Gary Hocking            | Lotus-Climax      |        |                        |      | [ nota 2 ] |
| WD   | 16 | Syd van der Vyver       | Lotus-Climax      |        |                        |      | [ nota 3 ] |
| WD   | 17 | Tony Settember          | Emeryson-Climax   |        |                        |      | [ nota 3 ] |
| WD   | 19 | Sam Tingle              | Lotus-Climax      |        |                        |      | [ nota 3 ] |

## Tabela do campeonato após a corrida
|  | Pos. | Piloto        | Pontos  |
|  | ---- | ------------- | ------- |
|  | 1    | Graham Hill   | 42 (52) |
|  | 2    | Jim Clark     | 30      |
|  | 3    | Bruce McLaren | 27 (32) |
|  | 4    | John Surtees  | 19      |
|  | 5    | Dan Gurney    | 15      |

|  | Pos. | Construtor    | Pontos  |
|  | ---- | ------------- | ------- |
|  | 1    | BRM           | 42 (56) |
|  | 2    | Lotus-Climax  | 36 (38) |
|  | 3    | Cooper-Climax | 29 (37) |
|  | 4    | Lola-Climax   | 19      |
|  | 5    | Porsche       | 18 (19) |

- Nota: Somente as primeiras cinco posições estão listadas. Apenas os cinco melhores resultados, dentre pilotos ou equipes, eram computados visando o título. Neste ponto esclarecemos: conforme o site oficial da Fórmula 1, a partir de 1962 seriam atribuídos nove pontos tanto para o piloto quanto à equipe vencedora e na tabela dos construtores figurava somente o melhor colocado dentre os carros de um time, ressaltando que os campeões da temporada surgem grafados em negrito.